# Saint-Léger-du-Bois
Saint-Léger-du-Bois este o comună în departamentul Saône-et-Loire, Franța. În 2009 avea o populație de 549 de locuitori.

## Evoluția populației
| An        | 1975 | 1982 | 1990 | 1999 | 2006 | 2009 |
| --------- | ---- | ---- | ---- | ---- | ---- | ---- |
| Populație | 585  | 533  | 563  | 522  | 532  | 549  |